# Sabchat Ghuzajjil
Sabchat Ghuzajjil – depresja w północno-wschodniej Libii położona 47 m p.p.m. – najniższy punkt w tym kraju . 
Jest to solnisko, położone na południowy wschód od zatoki Wielka Syrta .